# Calaurie
Calaurie (grec ancien : Καλαυρεία / Kalaureía, grec moderne : Καλαυρία / Kalavría) ou Calauria, Kalaureia, Kalavria, est une île proche de la côte de Trézène dans le Péloponnèse en Grèce continentale, l'une des deux îles constituant l'« archipel » de Poros dans le  district régional des îles en Attique. Elle abrite un site archéologique sur lequel a été découvert un sanctuaire dédié à Poséidon.

## Noms
D'après Plutarque, Calaurie est nommée d'après Calaurus (en), un fils de Poséidon. Son nom fut d'abord Eiréné, l'île alors nommée d'après la nymphe éponyme, elle aussi fille de Poséidon. Elle fut ensuite nommée Anthedonia et Hypereia avant de recevoir son nom actuel.

## Situation géographique
Strabon décrit ainsi le parcours côtier le long du golfe Hermionique : 

« Le golfe commence à Asiné. Viennent ensuite Hermione et Trézène ; en naviguant le long de la côte, on arrive à l'île de Calaurie qui a une circonférence de cent trente stades et est séparée du continent par un détroit large de quatre stades. »

— Strabon, Géographie, VIII.6.3
Calaurie est la plus grande et la moins peuplée des deux « îles » constituant Poros, le siège du dème moderne du même nom étant situé sur la petite île ou presqu'île de Sfairia. Le site archéologique se trouve sur un plateau à 200 m d'altitude au centre de l'île. Au sud du sanctuaire ont été trouvés des vestiges de l'ancienne ville de Calaurie. La vaste forêt de pins actuelle a remplacé les oliviers cultivés à l'époque antique. Le sol est majoritairement constitué de calcaire tendre et jaunâtre avec des affleurements de pierre plus dure et grisâtre. Les matériaux utilisés pour la construction du sanctuaire proviennent de carrières situées au nord vers la baie de Vagioniá et au sud en direction du village d'Askéli.

## Refuge pré-classique
Un temple dorique dédié à Poséidon fut construit sur l'ancien sanctuaire de Calaurie, probablement autour de 520 avant notre ère. Ses dimensions sont de 27,4 × 14,4 m. Il a six colonnes sur chacun des côtés courts et douze sur chacun des côtés longs.
L'épithète de Poséidon à Calaurie était Geraistos (de) (Γεραιστός), un mot issu d'une langue pré-hellénique inconnue. Le dictionnaire d'Étienne de Byzance au VIe siècle donne les noms des fils de Zeus, Geraistos, Tainaros (en) et Kalauros, qui, naviguant depuis des lieux indéterminés, avaient abordé en différents endroits du Péloponnèse. Geraistos, Ténare et Calaurie sont tous des sanctuaires de Poséidon. Dans les cités des deux derniers, l'un des mois de l'année était nommé Geraistios (les seules autres poleis (πόλεις) avec ce nom de mois sont Sparte, Kalymnos et Kos). L'épithète Geraistios (Γεραίστιος) s'applique également à Calaurie parce que les trois sanctuaires ont une fonction de refuge (en).
Une explication étiologique plus ancienne dit du temple qu'il a été troqué par Poséidon lui-même qui l'a reçu d'Apollon en échange de sa part de Delphes. Cette histoire est attestée par Callimaque, Pausanias faisant référence à Musée d'Athènes et Strabon faisant référence à Éphore de Cumes. Pausanias et Strabon citent tous deux l'oracle suivant : « Autant vaut pour toi posséder Calaurie que Délos et le venteux Ténare que l'auguste Pytho. »
Calaurie est également mentionnée par Philostéphanos de Cyrène dans les Îles.
Condamné à mort avec ses amis par le parti pro-philippin macédonien à Athènes, Démosthène s'enfuit et trouva refuge dans le sanctuaire de Poséidon. Alors que les officiers d'Antipater approchaient, il prit un poison et mourut le 16 octobre 322 avant notre ère.

## Amphictyonie semi-légendaire

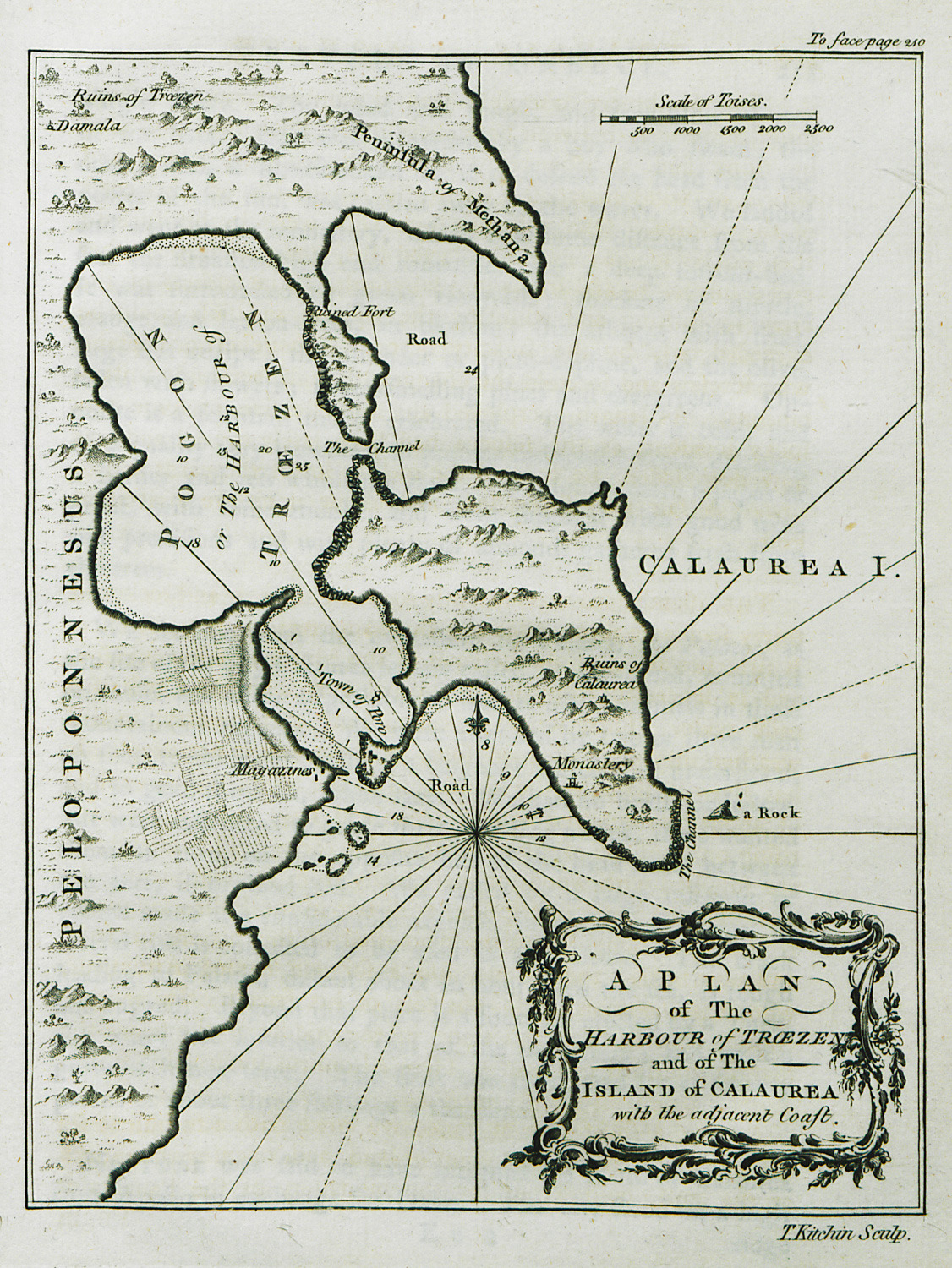
Plan du port de Trézène, de l'île de Calaurie et de la côte.

Selon Strabon, une amphictyonie primitive, l'une des nombreuses ligues grecques de la période pré-classique peu documentées, était centrée à Calaurie. L'archéologie du site suggère à Thomas Kelly que la ligue sacrée fut fondée dans le second quart du VIIe siècle av. J.-C., entre 680-650. Avant cette date, il ne reste sur le site pratiquement pas de vestiges qui puissent être utilisés autrement que de manière sporadique. Un peribolos entourant le site du sanctuaire fut construit avec le temple mais il n'existe pas de trace de structures antérieures. Le téménos ou sanctuaire dédié à Poséidon, peut avoir été en lien avec les sanctuaires de Geraistos (en) et Tainaros (Ταίναρος). L'île était aussi connue sous le nom d'Eirene (Εἰρήνη) (Paix), clairement en référence à l'amphictyonie. Strabon donne la liste des poleis qui en faisaient partie : 

« Ajoutons que ce temple était le siège d'une amphictyonie de sept villes qui supportaient en commun les frais des sacrifices : ces villes étaient Hermione, Épidaure, Égine, Athènes, Prasies, Nauplie et Orchomène dite « des Minyens ». Cependant c'étaient les Argiens qui payaient la contribution de Nauplie, et les Lacédémoniens qui acquittaient celle de Prasies. »

— Strabon, Géographie, VIII.6.14
Strabon omet Trézène et Poros qu'il considérait comme le port de Trézène. Toutefois, aucune preuve archéologique ne vient corroborer cette liste et les spécialistes modernes pensent qu'une fête dans l'antique téménos célébrant le « renouveau » de l'amphictyonie pourrait avoir été fondée sur une invention hellénistique. La fête a cependant certainement existé : une plaque du IIIe siècle av. J.-C. célébrant le « renouveau » de la ligue maritime de Calaurie a été découverte.
Après les guerres médiques, la relation amicale entre Athènes et Trézène semble avoir continué. Durant l'hégémonie de l'empire athénien avant la paix de Trente Ans (455 av. J.-C.), Trézène était un allié d'Athènes et des troupes athéniennes y étaient apparemment en garnison. Les Athéniens furent contraints de renoncer à Trézène par l'effet de cette paix.

## Campagnes de fouilles
Les archéologues suédois ont fouillé le sanctuaire en 1894. Les fouilles par l'Institut suédois à Athènes, en collaboration avec le Conseil du patrimoine national grec, se sont poursuivies à partir de 1997.

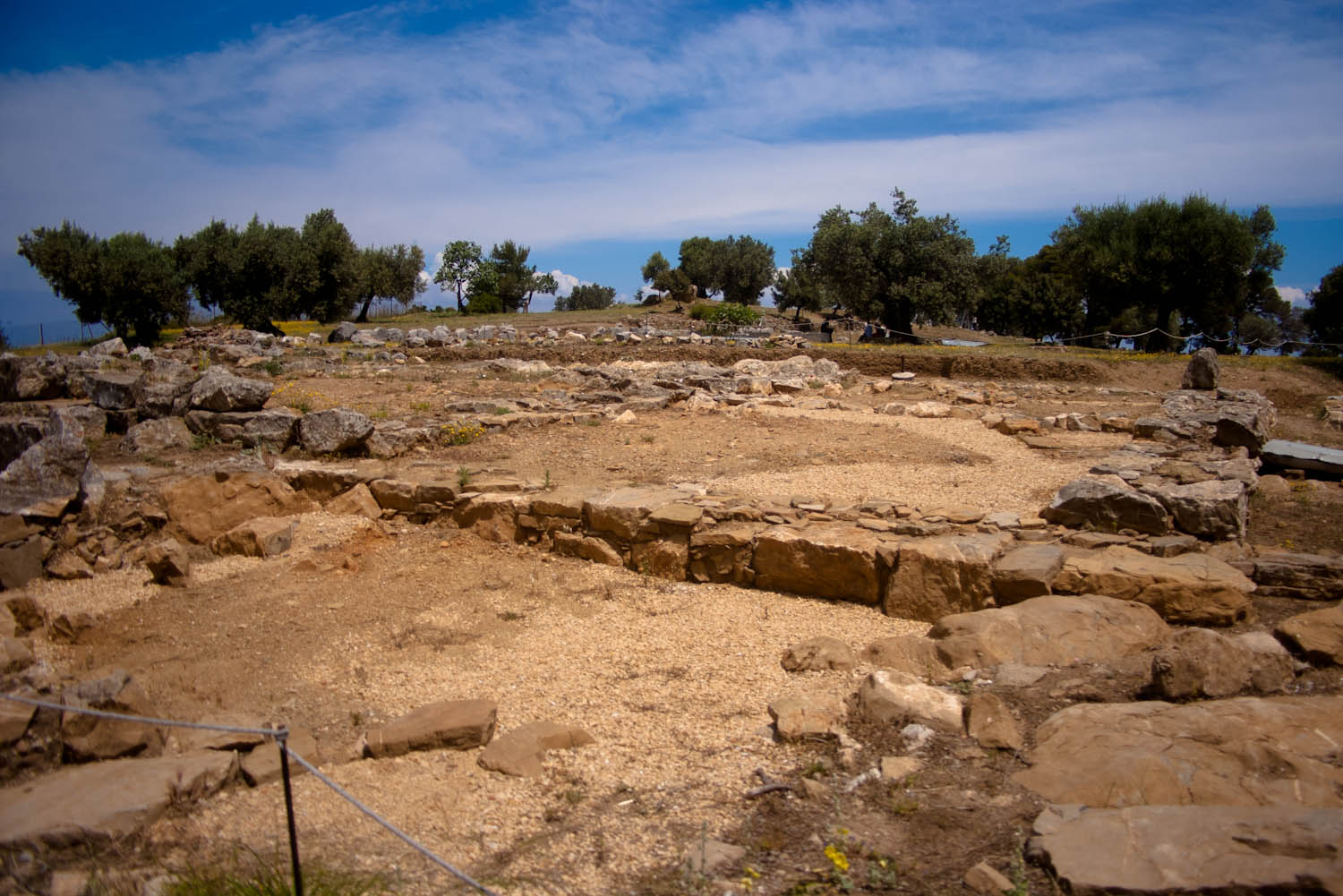
Sanctuaire de Poséidon
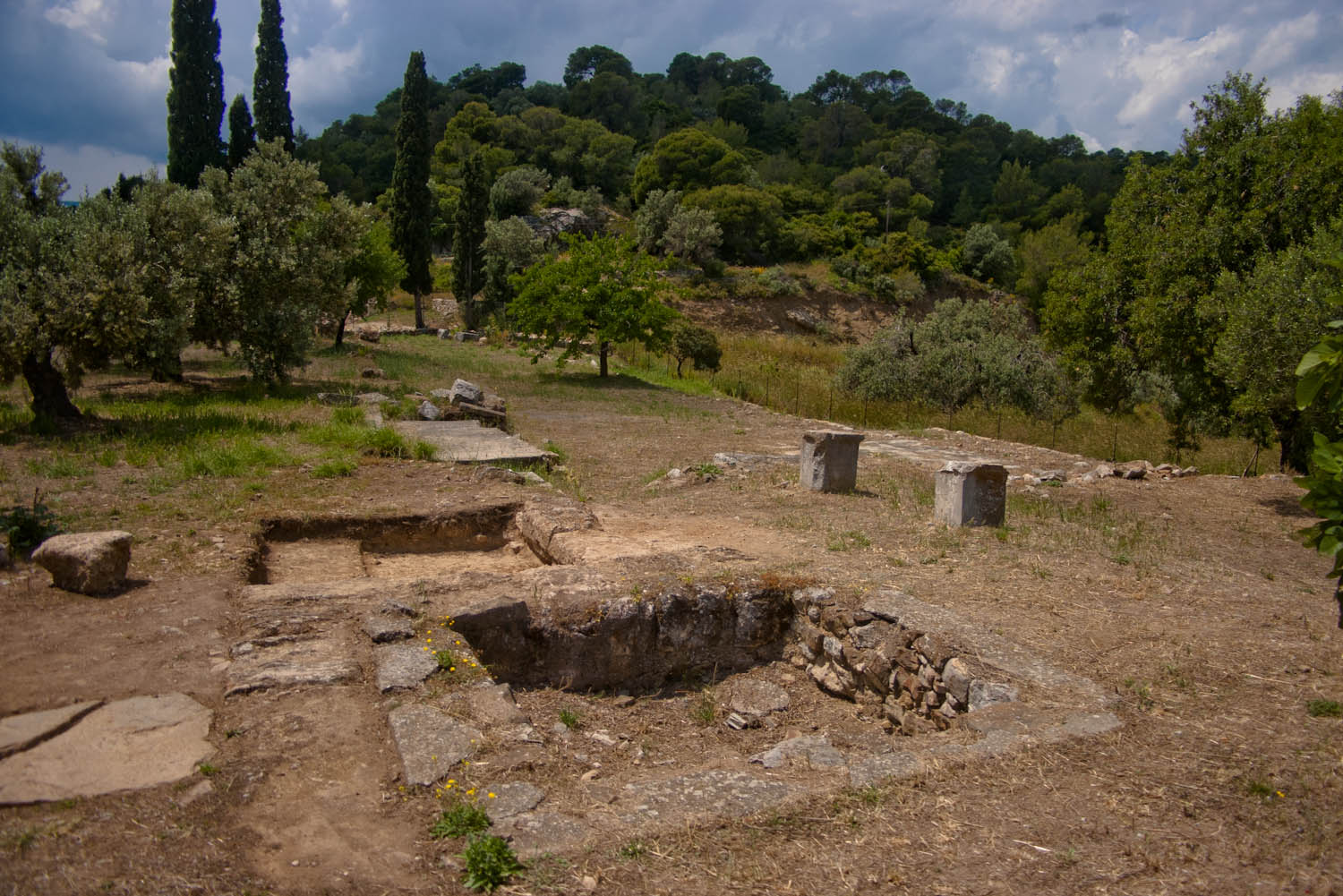
Stoa F
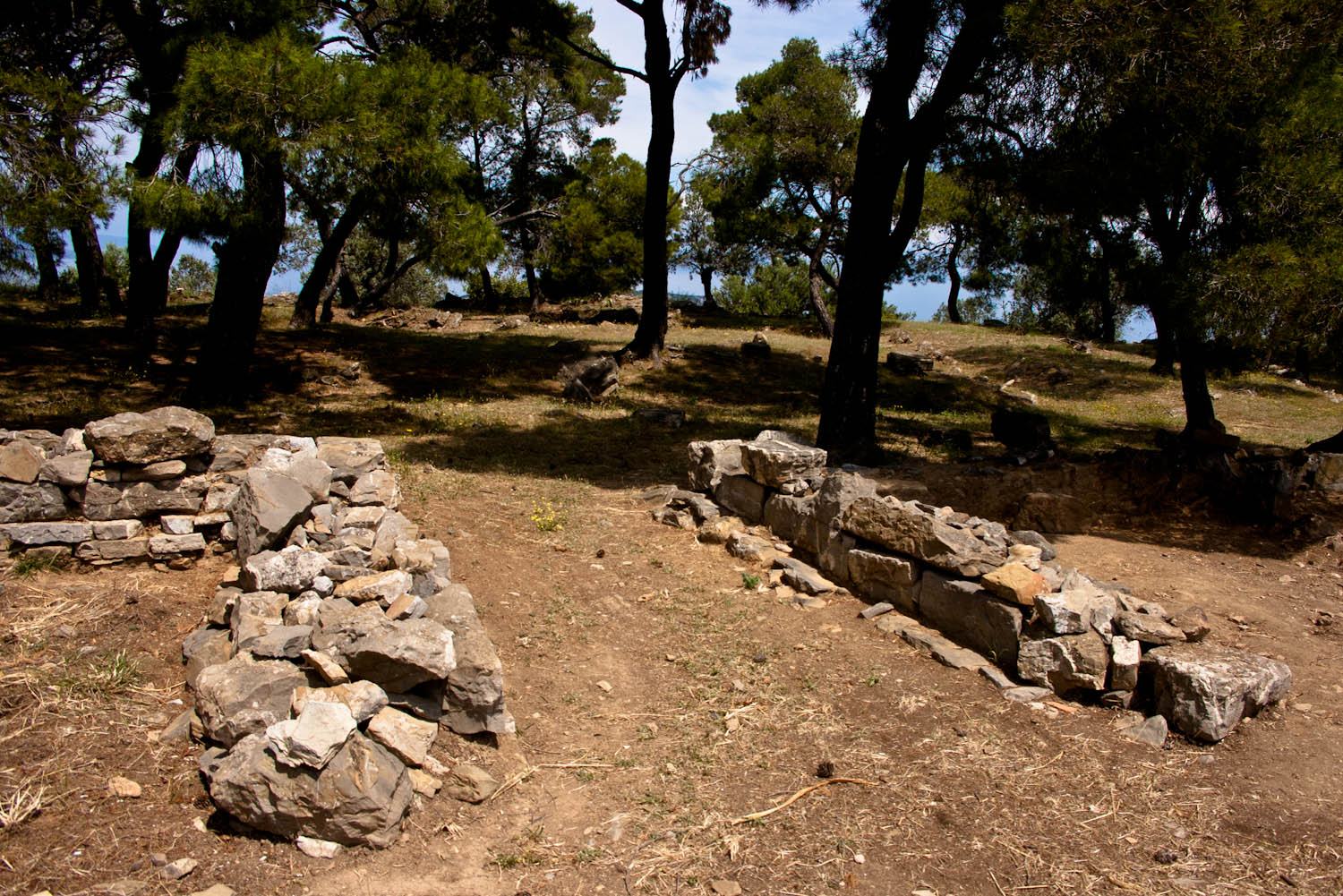
Péribole du temple